# Mourad Boudjellal
Pour les articles homonymes, voir Boudjellal.
Mourad Boudjellal est un homme d'affaires et dirigeant sportif français, né le 5 juin 1960 à Ollioules (Var). Il est le fondateur et ancien PDG de la maison d'éditions de bande dessinée Soleil Productions, dont il a vendu ses parts en 2011.
Passionné de rugby à XV, il s'implique dans ce sport en devenant l'actionnaire principal du Rugby club toulonnais, alors en deuxième division et en est le président de 2007 à 2020. Sous ses auspices, le RC Toulon remporte trois titres de champion d'Europe (2013, 2014 et 2015) et un titre de champion de France (2014).
Il est depuis février 2020 l'actionnaire majoritaire du Hyères Football Club.
Mourad Boudjellal est par ailleurs chroniqueur dans l'émission Les Grandes Gueules.

## Biographie

### Naissance et jeunesse
Mourad Boudjellal est issu d'une famille marquée à la fois par l'immigration algérienne et le génocide arménien de 1915. Ses grands-parents paternels se sont rencontrés en Turquie : Moussa Boudjellal, musulman algérien épousa Marie Bedros-Caramanian, chrétienne arménienne ayant perdu sa famille dans le génocide. Tous deux vivront en Algérie française jusqu'à la mort de Moussa. La famille Marie s'installe alors à Toulon (France) en 1945 : Marie avec son fils Ahmed, le père de Mourad et sa femme, la mère de Mourad, algérienne.
Mourad naît en 1960 à Ollioules dans le Var, dernier de deux filles et deux garçons. Son père, chauffeur de poids lourds, leur donne une éducation que Farid, le frère aîné de Mourad, jugera rétrospectivement « excellente », malgré le manque de moyens financiers – lequel crée chez le futur créateur des éditions Soleil le désir de prendre sa revanche et de s'élever dans la société.

### Carrière dans l'édition
Mourad Boudjellal est passionné de bandes dessinées depuis son plus jeune âge. À dix ans, il relie ses propres bandes dessinées qu'il baptise Mourad Éditions et, à 17 ans et demi, il participe à la création du festival de bandes dessinées d'Hyères.
En 1982, il ouvre une petite librairie spécialisée en bandes dessinées, Bédule, située rue de Pomet à Toulon, où il organise des séances de dédicaces.
En 1989, il crée Soleil Éditions et rachète les droits de Rahan dont il vend 8 000 exemplaires en trois jours, et 22 000 exemplaires en trois mois. Il poursuit dans les rééditions avec Tarzan et Mandrake le Magicien, avant de lancer des séries comme Lanfeust de Troy qui obtient un succès immédiat et durable, prolongé avec les diverses séries et produits dérivés qui en découleront, entre autres Lanfeust des Étoiles, Trolls de Troy et Lanfeust Mag.
En 2006, Soleil, dont il est alors actionnaire à 100 %, est le troisième éditeur francophone de bandes dessinées et réalise un chiffre d'affaires de près de 40 millions d'euros.
Ayant relancé le label Futuropolis avec Gallimard, associé à TF1 pour le lancement de TF1 BD, il entend également créer un studio de dessins animés.
En juin 2011, il cède ses parts aux éditions Delcourt afin de se consacrer entièrement au RC Toulon dont il est propriétaire.
En 2023, après son éloignement du monde du sport, il crée Oxymore, une nouvelle maison d'édition toujours dans la bande dessinée,.

### Carrière dans le rugby à XV
En 2005, en battant Tarbes, les joueurs du Rugby club toulonnais atteignent l’élite du Top 14. Les Éditions du Soleil deviennent alors parraineur du club pour les maillots des joueurs. Mais après une année décevante, ils sont rétrogradés en Pro D2.
En mai 2006, Mourad Boudjellal se lance alors un nouveau challenge en devenant le président du Rugby club toulonnais, avec Stéphane Lelièvre, et prend plus spécifiquement en charge le secteur sportif. Il ne met pas longtemps à s'attirer les feux des projecteurs, avec l'annonce de l'arrivée du capitaine des All Blacks, Tana Umaga, un transfert sans précédent dans l'histoire du rugby français. S'ajoutent les arrivées de Yann Delaigue, Jean-Jacques Crenca ou encore Jean-Baptiste Rué, faisant du RCT l'épouvantail du pro D2, et pour faire oublier sa saison catastrophique passée en Top 14. La saison 2006-2007 se soldera pourtant par un relatif échec, le club finissant 4e de la saison régulière et échouant surtout en demi-finales des barrages d'accession au Top 14.
Pour la saison 2007-2008, il lance une campagne de recrutement inouïe pour un club de Pro D2 en faisant signer de grands noms du rugby mondial : George Gregan (capitaine des Wallabies, champion du monde 1999, et recordman mondial du nombre de sélections), Victor Matfield (champion du monde 2007), Anton Oliver (talonneur des All Blacks), Andrew Mehrtens (ancien ouvreur des All Blacks et recordman des points inscrits au sein de cette équipe). Cette fois, la réussite est au bout et le RCT termine premier de la saison régulière ; il remporte ainsi le titre de champion de France de deuxième division, ce qui permet au club d'accéder directement à l'élite du rugby français.
Pour son premier match de la saison au sein de l'élite, le RCT bat le club de Clermont, finaliste des deux éditions précédentes, mais la performance s'avère sans lendemain et le club ne parvient que difficilement à assurer son maintien parmi l'élite. Il faudra attendre la saison 2009-2010 pour que le RCT explose enfin. Cette saison est marquée par une amélioration spectaculaire de ses résultats, grâce notamment à l'arrivée en renfort de l'entraîneur Philippe Saint-André et du buteur d'exception Jonny Wilkinson. Le RCT termine la saison régulière à la deuxième place et se hisse jusqu'aux demi-finales des playoffs du championnat, où il est battu par Clermont et en finale du Challenge européen.
La saison 2010-2011 est très décevante, le club ayant un des plus importants budgets du top 14, mais finissant difficilement à la 8e place du championnat. Toutefois, le club réussit à se hisser en quart de finale de Heineken Cup pour sa première participation à l'épreuve.
La saison de 2011-2012 sera, elle, de très grande qualité puisque le club atteint à la fois les finales du Top 14 (perdue contre le Stade toulousain 12-18) et du challenge européen (perdue contre Biarritz 18-21).
Début 2012, il est condamné à 130 jours de suspension pour « atteinte à l'image du rugby à l'éthique et à la déontologie sportive ».
Rappelé à l'ordre par le président de la Ligue nationale de rugby Pierre-Yves Revol, qui était aussi le président du Castres olympique lors de la finale polémique de 1993 remportée contre le FC Grenoble dans des conditions rocambolesques, Mourad Boudjellal déclare alors « On me taxe de vulgarité mais la vraie vulgarité, c'est d'exposer dans son bureau le Bouclier de Brennus gagné en 1993 mais entaché d'erreurs, quand on voit comment Castres avait été arbitré. ».
La saison de 2012-2013 est celle du triomphe européen pour son club, qui remporte la Heineken Cup le 18 mai 2013 en battant l'ASM en finale à l'Aviva Stadium de Dublin sur le score de 16-15. Dans l'euphorie du premier grand trophée qu'il gagne en tant que président, Mourad Boudjellal déclare n'en « avoir plus rien à cirer du Top 14 ». Pourtant, une semaine après cette victoire, le RCT bat le Stade toulousain 24-9 en demi-finale du Top 14, mais perd en finale contre le Castres olympique au Stade de France 14 à 19.
En 2013, Mourad Boudjellal est condamné à payer 3 000 euros à l'Union nationale des arbitres pour injure publique envers un arbitre pour ses propos prononcés après une défaite du RCT contre Clermont,.
Lors de la saison 2013-2014, le RC Toulon réalise le doublé Coupe d'Europe (victoire contre les Saracens en finale à Cardiff) — championnat de France (victoire contre Castres en finale) — les deux derniers matches de la carrière sportive de Jonny Wilkinson. En remportant l'édition suivante, le RCT réalise un triplé, ce qui vaut un record au club toulonnais qui est le seul à gagner trois finales consécutives en coupe d'Europe.
Durant la Coupe du monde de rugby à XV 2015, il est consultant pour Canal+ et participe à l'émission Jour de Coupe du monde.
Le 4 octobre 2016, après son échec pour l'élection au comité directeur de la Ligue nationale de rugby (LNR), le président du RCT, Mourad Boudjellal, annonce qu'il va quitter son poste à la fin de la saison, et qu'il vend les 51 % des parts de la SASP qu'il détient dans le Rugby club toulonnais,,,,. Le président revient sur sa décision le 21 décembre 2016 après avoir eu gain de cause avec la levée de la sanction de la Ligue sur le salary cap et le bon déroulement des élections pour la présidence de la Fédération française de rugby (FFR) (élection de Bernard Laporte). Il annonce en même temps son intention « d'ouvrir le capital du RCT aux supporters et partenaires pour un système de socios ».
En 2017, à la suite du conflit entre la Ligue nationale de rugby et la Fédération française de rugby, il est désigné par la LNR dans la commission de rapprochement et de dialogue avec la FFR qui a pour objectif de trouver une sortie de crise. Il est accompagné par cinq autres présidents : René Bouscatel (Toulouse), Éric de Cromières (Clermont), Vincent Merling (La Rochelle), Pierre-Yves Revol (Castres) et Alain Tingaud (Agen). En juin, la FFR et la LNR trouvent un accord sur la mise à disposition des internationaux pour la saison suivante, une question qui empoisonnait leurs relations depuis plusieurs mois.
Le 1er juillet 2017, il est élu au sein du comité directeur de la Ligue nationale de rugby en tant que représentants des clubs de Top 14. Il démissionne de ce poste après son départ du RCT en 2020.
En juin 2018, il permet à la holding de Bernard Lemaître, homme d'affaires qui a fait fortune dans l'industrie bio-pharmaceutique, une prise de participation à hauteur de 25 % du capital du RC Toulon. Après deux nouvelles phases d’investissement, la holding Financière de la Seigneurie devient majoritaire au capital du RCT en décembre 2019. Mourad Boudjellal perd ainsi le contrôle du club dont il reste président jusqu'au 11 février 2020, date à laquelle il remet sa démission avec effet immédiat.
Le 2 décembre 2020, il pousse un coup de gueule à destination de son successeur à la présidence du RC Toulon, Bernard Lemaitre: « Je lui reproche de ne pas m'avoir respecté en n'ayant pas pu faire mes adieux, en n'ayant pas une place au Mayol. Ça j'en souffre. J'aurais aimé ne pas partir comme un voleur, à moitié en larmes. Je pense que je méritais autre chose. D'autant plus que j'ai mis 10 millions d'euros de ma poche, que je suis toujours caution du prêt de 6 M€ pour le RCT Campus. S'il faut que je paye ma place en plus... Je voudrais juste un peu de respect. ».

### Palmarès en tant que président du RC Toulon
Coupe d'Europe
- Vainqueur (3) : 2013, 2014, 2015

Challenge européen
- Finaliste (2) : 2010, 2012

Championnat de France de première division
- Champion (1) : 2014
- Vice-champion (4) : 2012, 2013, 2016, 2017

Championnat de France de deuxième division
- Champion (1) : 2008

### Carrière dans le football
Début 2020, à la suite du mauvais début de saison du club de football du Sporting Club de Toulon (aucune victoire en 18 matchs), Mourad Boudjellal se déclare intéressé par son rachat : « Je veux construire quelque chose dès la saison prochaine pour enchaîner ensuite les montées ». Néanmoins, le président du club en poste à la même époque, Claude Joye, déclare que « le club n'est pas à vendre ». Le 19 juin 2020, un accord est trouvé grâce à l'entremise d'Hubert Falco, maire de Toulon : Mourad Boudjellal devient président de la SASP du Sporting Club de Toulon, dont Claude Joye reste actionnaire majoritaire. En juillet 2020, il renonce finalement à intégrer le Sporting Club Toulon.
Le 26 juin 2020, malgré ses engagements pour le club toulonnais, Boudjellal annonce être porteur d'une offre de rachat de l'Olympique de Marseille avec des fonds venus du Moyen-Orient et menée par un homme d'affaires franco-tunisien,. Celui-ci, Mohamed Ayachi Ajroudi, confirme le 30 juin son intention d'acheter le club, avec la participation d'entreprises de tout le bassin méditerranéen et d'investisseurs saoudiens et émiratis. Le 21 juillet, l'Olympique de Marseille assigne en justice Boudjellal et Ajroudi leur reprochant une campagne de déstabilisation du club. L'Américain Frank McCourt, actuel propriétaire du club, affirme que le club n'est pas à vendre et qu'il n'a pas eu de contact avec Boudjellal et Ajroudi,.
Le 2 décembre 2020, il réaffirme son intention de diriger un jour l'Olympique de Marseille en se disant prêt à s'investir dans un projet de rachat tout en regrettant la communication d'Ajroudi dans l'échec des négociations lors de sa première tentative d'approche de l'OM.
En février 2020, le club du Hyères FC annonce l'arrivée de Mourad Boudjellal en tant qu'actionnaire majoritaire. Ce dernier devient président dès le mois de juillet et nomme Nicolas Anelka en qualité de directeur sportif.

## Prises de position politiques
Se présentant comme un « homme de gauche » qui est pour la « mondialisation », il annonce néanmoins en octobre 2015 soutenir Christian Estrosi, candidat Les Républicains aux élections régionales. Il est un fervent opposant à Marine Le Pen et à son parti, le Front national. Le 26 mars 2014, il affirme qu'en cas d'élection de Robert Ménard à la mairie de Béziers le 30 mars, il annulera le match amical prévu au mois de juillet entre le RCT et le club de rugby local. L'année suivante, une plainte pour propos injurieux et diffamation de Mourad Boudjellal à l'encontre de Marine Le Pen est déboutée après plusieurs reports.
Dans le cadre de la campagne présidentielle de 2017, Mourad Boudjellal intervient lors du meeting d'Emmanuel Macron à Paris, lui affirmant son soutien. Le 11 mai 2017, La République en marche annonce par erreur qu'il serait candidat aux élections législatives de 2017 dans la 1re circonscription du Var, mais Mourad Boudjellal explique avoir décliné la proposition : « en ma qualité de président de club sportif, je ne peux pas être candidat aux législatives ».
Dans le cadre de la campagne présidentielle de 2022, Mourad Boudjellal renouvelle son soutien au président sortant Emmanuel Macron. Lors d'un de ses meetings, à Marseille, il est l'auteur d'une intervention remarquée : « Ceux qui pensent que lorsqu'il y a un délinquant, on pense déjà que c'est le résultat d'une génétique, pas d'un parcours social, pas d'un parcours culturel ou éducatif, je leur dis en face à tous ceux qui pensent ça et qui votent Front national, je leur dis en face : « Regardez-vous, vous êtes racistes » ». Ces propos sont dénoncés par l'ancien cadre du Front national Gilbert Collard qui reproche à Mourad Boudjellal de « criminaliser 23 % des votants »,. Du côté de la majorité présidentielle, ils ne font pas non plus l'unanimité et le secrétaire d'État Clément Beaune cherche rapidement à s'en distancier.
Le 29 janvier 2023, il est élu à la tête du bureau départemental du Var du parti présidentiel Renaissance. Tête de liste du projet « Notre Ambition pour le Var », il s'impose avec 79 % des voix, pour un taux de participation estimé à 81 % des adhérents.
En avril 2023, il annonce qu'il démissionne de son poste de président de Renaissance dans le Var .

## Décorations
- Chevalier de l'ordre national du Mérite (décret du 30 janvier 2008)[56] : promu en janvier 2008 par Nicolas Sarkozy pour ses 27 ans d'activités professionnelles et son action auprès de la jeunesse, c'est la ministre des Sports Laura Flessel qui lui remet officiellement sa médaille en avril 2018 jusqu'alors non récupérée[57].
- Chevalier de la Légion d'honneur (décret du 13 juillet 2018)[58].

## Publications
- Mourad Boudjellal et Arnaud Ramsay, Ma mauvaise réputation, La Martinière, 16 mai 2013, 256 p. (ISBN 2732455199, EAN 978-2732455198)

- Mourad Boudjellal et Arnaud Ramsay, Un président devrait dire ça plus souvent : Mes 10 ans dans le rugby, Robert Laffont, 13 avril 2017, 270 p. (ISBN 2221193075, EAN 978-2221193075)